# Tibasosa (kommun)
Tibasosa är en kommun i Colombia.   Den ligger i departementet Boyacá, i den centrala delen av landet, 170 km nordost om huvudstaden Bogotá. Antalet invånare är 12 626. Arean är 94 kvadratkilometer.
Terrängen i Tibasosa är huvudsakligen kuperad.